# Microtragus tuberculatus
Microtragus tuberculatus là một loài bọ cánh cứng trong họ Cerambycidae.